# Michel D’Hooghe (Fußballfunktionär)

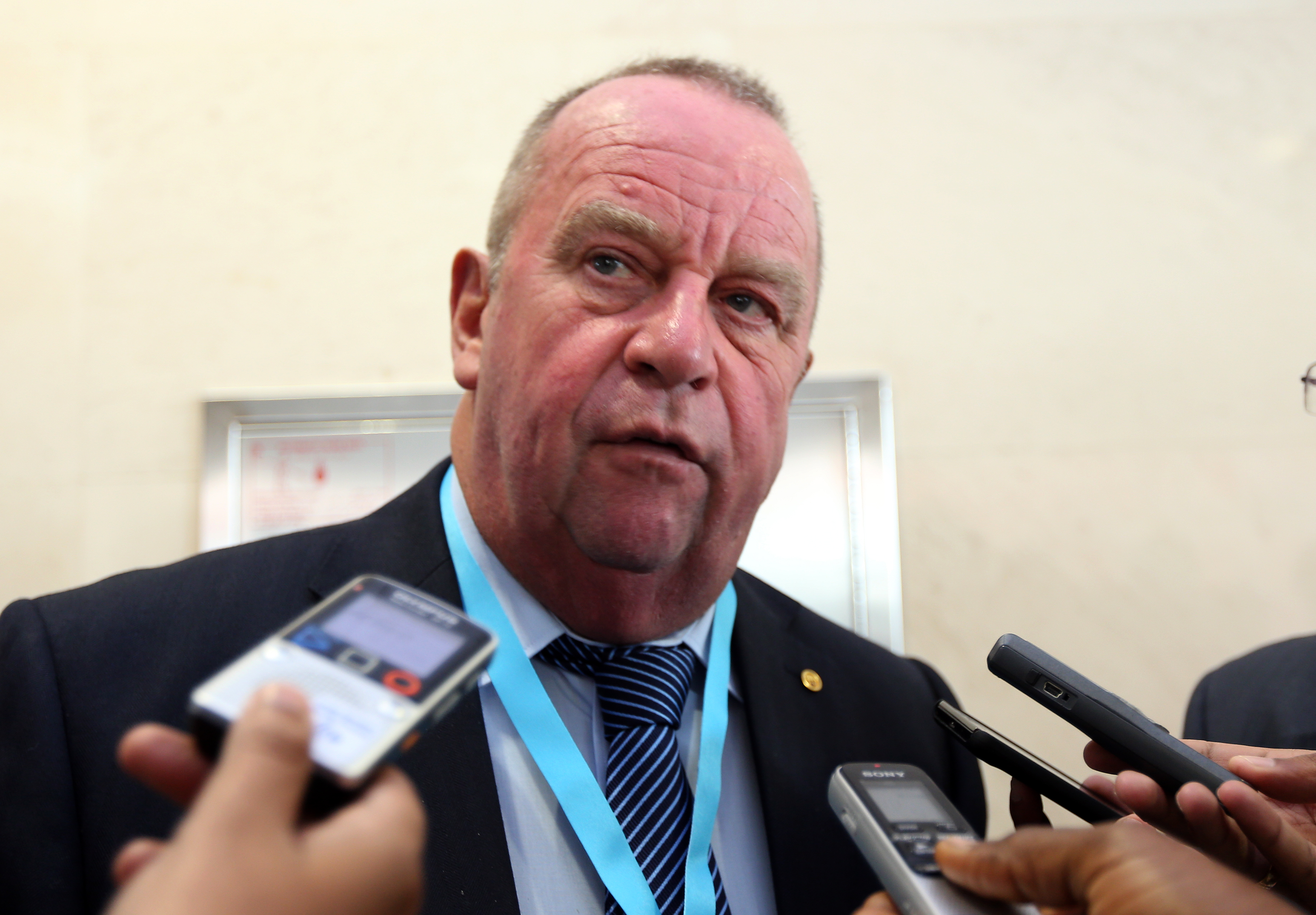
Michel D’Hooghe (2013)

Michel D’Hooghe (* 8. Dezember 1945 in Brügge) ist ein belgischer Arzt und internationaler Fußballfunktionär.
Von 1987 bis 2001 war er Präsident des belgischen Fußballverbandes. Ab 1988 war er Mitglied des FIFA-Rats. Gleichzeitig wurde er Vorsitzender der Medizinischen Kommissionen in der FIFA und in der UEFA. Von März 2003 bis März 2009 war er Präsident des FC Brügge.